# دوري هونغ كونغ لكرة القدم 1973–74
دوري هونغ كونغ لكرة القدم 1973–74 هو الموسم 29 من دوري هونغ كونغ لكرة القدم ‏. كان عدد الأندية المشاركة فيه 14، وفاز فيه نادي جنوب الصين.